# Subergorgia nuttingi
Subergorgia nuttingi är en korallart som beskrevs av Stiasny 1937. Subergorgia nuttingi ingår i släktet Subergorgia och familjen Subergorgiidae. Inga underarter finns listade i Catalogue of Life.